# 케리 콘던
케리 콘던(Kerry Condon, 1983년 1월 9일 ~ )은 아일랜드의 배우이다.

## 출연 작품

### 영화
- 스파이더맨: 홈커밍 - 프라이데이(F.R.I.D.A.Y.) 역(목소리 출연)
- 쓰리 빌보드 - 파멜라 역
- 드림랜드
- 배드 사마리탄
- 이니셰린의 밴시 - 시오반 설리반 역
- F1

### 텔레비전
- 로마 - 옥타비아 역
- 스켈레톤 크루